# Mu kratha
Mu kratha (tiếng Thái: หมูกระทะ, RTGS: mu kratha, phát âm [mǔː krā.tʰáʔ]) là một loại hình nấu ăn Đông Nam Á, bắt nguồn từ Thái Lan. Tại Philippines, Singapore và Malaysia, nó còn được gọi là mookata. Tại Lào, nó được gọi là sindad (tiếng Lào: ຊີ້ນດາດ).

## Lịch sử
Mu kratha nghĩa là 'thịt lợn áp chảo' trong tiếng Thái (mu là 'lợn' hoặc 'thịt lợn' và kratha là 'chảo' hoặc 'chảo rán'). Mu kratha giống như thịt nướng Hàn Quốc và lẩu Nhật Bản hoặc Trung Quốc. Phiên bản Thái người ta sử dụng than củi. Khái niệm ăn uống này lan khắp Thái Lan đến Lào, Philippines, Malaysia, Indonesia và Singapore.

## Chuẩn bị và phục vụ

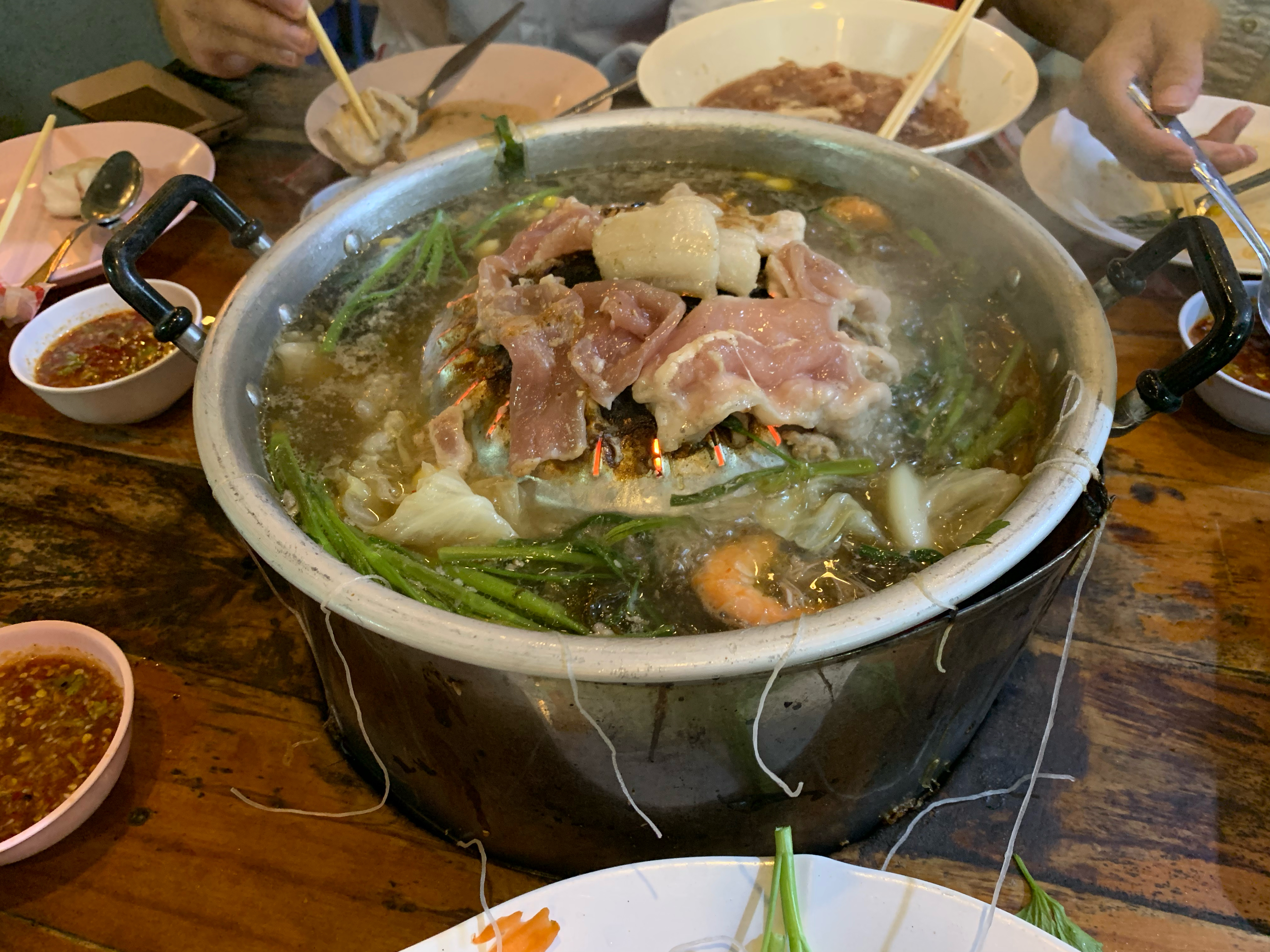
Mu kratha được bày ra tại Ban Na cùng với sốt

Thịt lát (hầu hết là thịt lợn) được nướng trên vỉ nướng hình vòm trung tâm, xung quanh nó là rau và các nguyên liệu khác như cá viên, nấu trong súp (còn được gọi là Lẩu Thái). Nồi lẩu được đặt trên than bùng lửa dùng để nướng hoặc để nấu đồ ăn. Những thực phẩm tốt nhất dùng để nấu theo phương thức này gồm thịt heo, gà, thịt cừu, bê, hải sản, rau, và nấm. Mu kratha truyền thống địa phương Thái thường sử dụng chung với nam chim suki, một loại sốt nổi tiếng. Nó nổi tiếng với việc sử dụng tương ớt làm nguyên liệu chính. Một vài nhà hàng phục vụ nam chim hải sản ăn kèm với hải sản.
Khi nấu mu kratha, người ta thường nướng một lớp mỡ trên vỉ nướng để tránh đồ ăn dính trên mâm.

## Đời sống văn hóa
Thái Lan có rất nhiều nhà hàng mu kratha vì nó rất dễ chuẩn bị và phù hợp với nhiều loại đồ ăn.